# Commentarii in Sex Libros Pedacii Dioscoridis
Commentarii in Sex Libros Pedacii Dioscoridis  es un libro ilustrado con descripciones botánicas que fue escrito por el médico y naturalista nacido en Siena Pietro Andrea Gregorio Mattioli y publicado en el año 1544 con el nombre de ''Di Pedacio Dioscoride Anazarbeo Libri cinque Della historia, et materia medicinale tradotti in lingua volgare italiana da M. Pietro Andrea Matthiolo Sanese Médico, con amplissimi discorsi, et comenti, et dottissime annotationi, et censure del medesimo interprete, también conocido como Discorsi.
Commentarii in Sex Libros Pedacii Dioscoridis, describe 100 nuevas especies, y coordina la botánica médica de su época en : Discorsi ("Commentaries") de la Materia Medica de Dioscórides, con más de 500 grabados. Su primera edición aparece en 1544 en idioma italiano. Y hubo varias posteriores ediciones en italiano y traducciones al latín (Venecia, 1554), checo, (Praga, 1562), alemán (Praga, 1563) y francés. Fue tal el éxito que quizás más de 32.000 copias se vendieron de sus innumerables ediciones, que fue incorporando más imágenes, llevándolas a 1.200.
Además de identificar las especies originalmente descriptas por Dioscórides, Mattioli agregó descripciones de algunas especies que no figuraban en Dioscórides, y no solo las de uso medicinal, creando una transición desde el estudio de la flora como campo de la Medicina a su estudio por sí mismo. Describió por ejemplo, especies nuevas recolectadas en el Tirol, mas también de especímenes que le acercaban (por ejemplo gracias al médico del embajador de Turquía. Recibió activa ayuda de su amigo el botánico Ghini.
Debe advertirse también, que las xilografías en la obra de Mattioli guardaban un alto estándar, permitiendo reconocer las plantas aun con un texto un tanto oscuro. Hay una inclusión, digna de atención, de una temprana variedad de tomate, el primer ejemplo documentado de que estaba siendo cultivado y comido en Europa.